# Erwartung
Erwartung (Verwachting) is een opera in één akte van Arnold Schönberg, geschreven in 17 dagen tussen 27 augustus en 12 september 1909, op een libretto van Marie Pappenheim. Het werk was al in 1909 voltooid, de eerste uitvoering vond echter pas plaats op 6 juni 1924 in Praag. Alexander Zemlinsky dirigeerde de eerste uitvoering met als solist Marie Gutheil-Schoder. De opera is niet avondvullend en duurt "slechts" een half uur.

## Libretto

### Ontstaansgeschiedenis
Na mislukte pogingen om zelf een libretto te schrijven zocht Schönberg literaire medewerking die hij vond bij Marie Pappenheim (1882-1966), een arts en - waarschijnlijk - een ver familielid van Zemlinsky. Pappenheim had gedichten geschreven waar zij vanuit haar perspectief als arts òf de emotionele en fysieke toestand van de patiënt òf de emotionele positie van vrouwen beschreef. Pappenheim schreef in drie weken het libretto voor Erwartung, dat zij een monodrama noemde omdat het maar één enkele rol had.

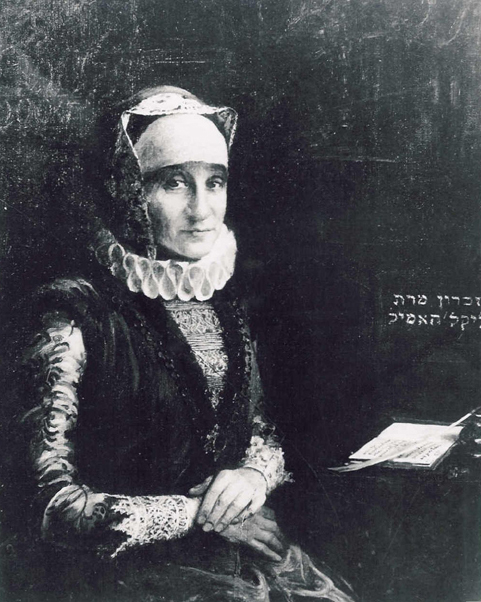
Bertha Pappenheim

De muziek en zang is nerveus en gespannen en zou volgens Robert Craft, dirigent en Schönbergkenner, afkomstig kunnen zijn uit een nachtmerrie of een gesprek bij de psychiater. Het libretto van Pappenheim staat inderdaad in nauw verband met de Studien über Hysterie uit 1895 van Josef Breuer en Sigmund Freud. In deze studie komt – geanonimiseerd – een familielid van Pappenheim, Bertha Pappenheim (in de studie Anna O.), aan de orde. Breuer had Bertha Pappenheim in 1880 behandeld, waarin hij een methode gebruikte die de eerste belangrijke stap was in de toepassing van de psychoanalyse. Bertha Pappenheims hysterie werd veroorzaakt door de ziekte en dood van haar vader en door aanhoudende angst. Verlamming van de ledematen en anorexia en visioenen van slangen, tijdelijk verlies van het geheugen en spraakproblemen komen deels nabij de symptomen van de vrouwelijke vertolker in Erwartung. Pappenheim was vertrouwd met Freuds theorieën over hysterie. De oorspronkelijke tekst van Pappenheim is bijna een studie over hysterie, vanuit een proto-feministisch standpunt bezien.
Pappenheim heeft mogelijk het model van Breuer en Freud gebruikt om het libretto te schrijven: het trauma over het verlies van haar geliefde, de afhankelijkheid van hem, amnesie, hallucinaties van allerlei wezens en een taalfalen. De traumatische gebeurtenissen van de moord op de geliefde worden vergeten of onderdrukt door het bewuste van de vrouw, maar details komen fragmentarisch naar boven gedurende haar angstaanvallen. De hallucinaties in de tweede en derde scène lijken veel op Bertha Pappenheims visioenen van zwarte slangen. Ook de gefragmenteerde uitroepen van de Vrouw lijken op die zoals die van Bertha Pappenheim zijn beschreven, evenals het excessieve afhankelijk zijn van een ander.
Schönberg kortte de tekst van Pappenheim op plaatsen in; de rol van de vrouw is daardoor minder duidelijk, in Pappenheims tekst is het duidelijk dat zij de moordenares is. Ook het intense contact met het lijk heeft Schönberg weggelaten.
Pappenheim heeft zich (later) minder positief uitgelaten over de samenwerking met en de wijzigingen van Schönberg.

### Synopsis
De tekst is verdeeld in vier scènes, waarvan de eerste drie erg kort zijn.
- 1e scene: Op een maanverlichte nacht verschijnt een vrouw aan de rand van een donker en onheilspellend bos, op zoek naar haar geliefde. Verwarde emoties en gedachten, springend van uitingen van angst voor het bos naar herinneringen aan de tuin van haar geliefde met zijn bloemen. De natuur volgt haar emoties: een krekel zingt, de maan verandert haar contouren in spookbeelden
- 2e scene: De vrouw gaat het bos in om haar zoektocht te volbrengen, hoewel haar angst alleen maar is toegenomen. Ze beeldt zich in dat iets haar aanraakt, en haar herinneringen aan de afspraakjes achter de tuinmuur worden vertroebeld doordat haar geliefde deze avond niet komt opdagen. Uit angst begint zij te rennen maar ze struikelt over een boomstam waarvan ze denkt dat het een lijk is.
- 3e scene: De vrouw komt in het bos op een open plek. Weer wordt ze overvallen door hallucinaties over een zwart schepsel met honderd handen, vervolgens een kruipend wezen met grote gele ogen. Ze is zeer angstig.
- 4e scene: De vrouw komt warrig en bebloed door het lopen door het bos bij een weg, bij een afgesloten huis beschenen door de maan. Alles ziet er dood en beangstigend uit en zij is er zeker van dat de vrouw in het huis haar niet zal binnenlaten. Als ze bij een bank komt waar ze op wil gaan zitten, raakt haar voet een lijk waar nog bloed uit druppelt. Maar in tegenstelling tot de eerdere verschijningen verdwijnt deze niet. Als ze aan het lichaam gaat trekken ziet ze dat het haar geliefde is. Ze spreekt het lichaam toe, vraagt hem te spreken en wakker te worden. Haar gedachten gaan weer naar haar slaapkamer, vervuld van bloemengeur als ze op haar geliefde wacht. Maar hij is al drie dagen niet meer geweest, en ook daarvoor was hij altijd gehaast en bezet geweest. Langzaam realiseert zij zich dat hij dood is, en haar medelijden verandert dan in wrok en zij vervloekt hem en schopt zijn levenloze lichaam. Bij het dageraad beseft zij de strekking van haar verbintenis: haar hele wereld zat in hem, alle kleur ervan zat in zijn ogen. Haar lot is nu om alleen in de duisternis te blijven.

## Compositie

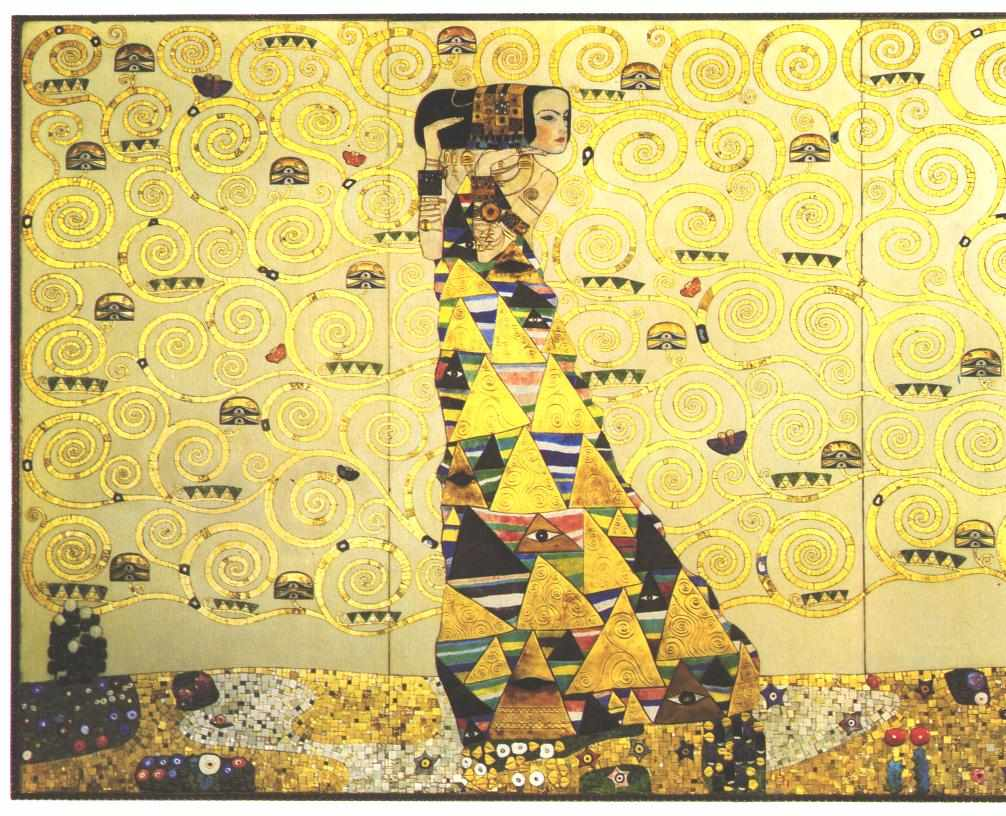
Erwartung - Gustav Klimt

Schönberg omschreef de muziek van Erwartung in een brief als iets volkomen nieuw. De gekozen muzikaal-dramatisch vorm was inderdaad grotendeels nieuw, en beantwoordde aan dat wat Schönberg voor ogen stond: een spontane uitbarsting van expressiviteit en emotie, met voorbijgaan aan vormen als de traditionele thematische ontwikkeling. Daarmee sluit Erwartung aan bij de quasi themaloze stijl van het opus 11, nr. 3 en opus 16, nr. 5 die slechts enkele weken voor Erwartung werden gecomponeerd.
De onderdelen zijn niet verbonden door thematische ontwikkelingen of herhalingen, en er zijn geen terugkerende of associatieve motieven. Het orkest, zowel de instrumentatie als het muzikaal verloop, volgt de gedachten van de vrouw en de beelden van de natuur. Net als in opus 11 en 16 gebruikt Schönberg kleine motiefdeeltjes die terugkeren in vrije varianten zonder een systematische verbintenis met de dramatische context. Erwartung is een complex werk zonder ontwikkelde thema's of uitgebreide motieven, en loopt in een ononderbroken stroom van inventies, vrij associatief met voortdurende vernieuwing van ideeën. De muziek gaat van één punt naar het volgende. MacDonald noemt Erwartung "de meest verbazingwekkende uitgeschreven improvisatie in de geschiedenis van de muziek. Erwartung gold lang als het voorbeeld van een theoretisch ontoegankelijk werk uit de atonale anarchie, van het ontbreken van thema's en van creatieve willekeur. Afstand door de tijd heeft een ander beeld gegeven. Maar het vraagt om een andere benadering van het werk dan vanuit de symfonische traditie of die vanuit de Wagneriaanse Leitmotivtechnieken. Stuckenschmidt wijst op de samenhang in varianten en subtiele variatietechniek die in het werk voorkomen. Ook qua motieven is er een duidelijke samenhang in Erwartung.
De moeilijkheid van het werk zit voor musici en toehoorders in de enorme hoeveelheid tempowisselingen die het werk kent. In de 426 maten die het werk kent, staat er 111 keer in de partituur dat het tempo verschuift, met daarnaast nog 80 keer toevoegingen als ritenuto en accelerando. Per partij worden ook nog zaken vermeld als zo snel mogelijk spelen, bv. in een fragment voor de contrabassen waarbij iedere bassist zo snel mogelijk moet spelen, maar wel in zijn of haar eigen tempo. Schönberg voegt ook speeltechnieken toe die toentertijd nog bijzonder waren op het podium; col legno voor de strijkers en flatterzunge voor blaasinstrumenten. Daarnaast gebruikt Schönberg het volledige register van de muziekinstrumenten, van laag tot zeer hoog, en met bijzondere toepassingen voor de instrumentalisten: de harpist moest bijvoorbeeld ook blaadjes papier tussen de snaren stoppen.
Deze tempowijzigingen en het ontbreken van een vaste stijl zorgen ervoor dat het werk voor musici en toehoorders bij een eerste beluistering ongrijpbaar lijkt. Het vreemde aan deze opera is tevens, dat ze zonder inleiding begint en ook geen finale kent; het is ineens afgelopen. De zangeres is eigenlijk constant aan het woord en heeft een groot symfonieorkest als begeleiding. Robert Craft schreef dat het werk het moet hebben van een langdurige ostinato, die door de vele tempowisselingen dermate goed verstopt is, dat zij moeilijk waarneembaar is. Daarboven komt herhaaldelijk een drietonig motief voor.
"In Erwartung is het doel om in slow motion te laten zien wat gedurende een enkele seconde van maximale geestelijke opwinding gebeurt, terwijl in Die glückliche Hand een groot drama is samengebald in ongeveer 20 minuten, alsof het als een tijdopname is gefotografeerd". Schönberg noemde Erwartung een Angsttraum, waarmee ook gelijk is aangegeven dat men het werk niet al te letterlijk moet nemen in zijn gruwelijke details; de actie is puur psychologisch, het product van de Vrouws koortsige verbeelding. Schönberg beschouwde Erwartung en Die glückliche Hand als bij elkaar horende stukken die samen uitgevoerd moesten worden. De werken zijn complementair: elk heeft een monologue interieur van een enkele protagonist. Maar in Die glückliche Hand is de Man het symbool voor de creatieve individueel, geniaal, genereus en naïef volhardend in een samenleving vol tegenstellingen. De Vrouw in Erwartung vertoont echter geen spoor van intellect of creativiteit, zij is zwak en uitgekookt. Een beeld van de vrouw dat ook terugkeert in het werk van o.a. Frank Wedekind en August Strindberg, auteurs die Schönberg bewonderde. Die glückliche Hand is een opera over een man wiens aard creatief is, Erwartung een opera over een vrouw wier aard destructief is.

### Orkestratie
- sopraan
- 3 dwarsfluiten, waaronder 1 piccolo, 2 piccolos, 4 hobo’s, waarvan 1 althobo, 4 klarinetten, 1 basklarinet, 3 fagotten, contrafagot;
- 4 hoorns, 3 trompetten; 4 trombones, 1 tuba
- 3x percussie waaronder pauken, xylofoon, glockenspiel, tamtam (met de strijkstok bespeeld!); harp, celesta
- eerste violen, tweede violen, altviolen, celli en contrabassen.

## Discografie

### Uitvoeringen
Een groot aantal zangeressen heeft het werk, een uitdaging door een expressieve sopraan, uitgevoerd: Karan Armstrong, Phyllis Bryn-Julson, Susan Davenny Wyner, Wendy Dixon, Dorothy Dorow, Dorothy Dow, Dame Heather Harper, Dame Gwyneth Jones, Virginia Kerr, Magda László, Evelyn Lear, Alessandra Marc, Janis Martin, Éva Marton, Patricia Neway, Jessye Norman, Helga Pilarczyk, Renata Scotto, Nancy Shade, Rita Shane, Anja Silja en Dunja Vejzovic.

### Aanbevelenswaardige opnamen
- Columbia ML 4524 (LP): Dorothy Dow; New York Philharmonic; Dimitri Mitropoulos, dirigent
- CBS 79349: Janis Martin; BBC Symphony Orchestra; Pierre Boulez, dirigent
- Orfeo: Magda László; Symphonieorchester des Bayerischen Rundfunks; Hermann Scherchen, dirigent (opnamen 1955)
- Decca: Anja Silja; Vienna Philharmonic Orchestra; Christoph von Dohnányi, dirigent (1979)
- Q Disc: Dorothy Dorow; Concertgebouworkest; Bernard Haitink, conductor (1975)
- Philips: Jessye Norman; Metropolitan Opera Orchestra; James Levine, dirigent (1989)
- Teldec: Alessandra Marc; Sächsische Staatskapelle Dresden; Giuseppe Sinopoli, dirigent (1996)
- KOCH International Classics: Anja Silja; Philharmonia Orchestra; Robert Craft, dirigent (2000) (later verschenen op Naxos
- EMI Classics: Phyllis Bryn-Julson; City of Birmingham Symphony Orchestra; Sir Simon Rattle, dirigent (1993)